# Мігель Кампуш
Мігель Феррейра Кампуш (порт. Miguel Ferreira Campos; нар. 16 серпня 1998, Ферментелуш, Португалія) — португальський футболіст, центральний захисник «Олександрії».

## Життєпис
Народився в місті Ферментелуш, де й розпочав займатися в структурі скромного однойменного клубу. У 2010 році потрапив до академії «Бейра-Мар», де спочатку виступав за юнацькі команди різних вікових категорій. У дорослому футболі за «Бейра-Мар» дебютував 3 серпня 2014 року в програному (0:1) виїзному поєдинку 3-го туру групи D Кубку португальської ліги проти «Авеша». Мігель вийшов на поле в стартовому складі та відіграв увесь матч. У Сегунда-Лізі дебютував 3 грудня 2014 року в програному (0:3) виїзному поєдинку 17-го туру проти «Шавеша». Кампуш вийшов на поле в стартовому складі, а на 57-й хвилині його замінив аргентинець Леандро Чапарро. У сезоні 2014/15 років провів за команду 4 матчі в другому дивізіоні португальського чемпіонату та 2 поєдинки в кубку ліги. Після цього двічі відправлявся в оренду, до «Гафані» та «Олівейри-Фрадеша». З 2016 по 2022 рік грав за клуби третьої ліги чемпіонату Португалії «Олівейра-ду-Байрру», «Сакавененсі Б», «Ольяненсе», «Агеда», «Бенфіка» (Каштелу-Бранку), «Анадія» та «Анадія Б».
9 серпня 2022 року уклав договір з «Рудешом». У футболці нового клубу дебютував 3 вересня 2022 року в переможному (1:0) домашньому поєдинку 4-го туру Першої ліги Хорватії проти «Дугополья». Мігель вийшов на поле в стартовому складі та відіграв увесь матч, а на 66-й хвилині отримав жовту картку. За півтора сезони, проведені в «Рудеші», зіграв 33 матчі в чемпіонаті Хорватії та 5 поєдинків у національном кубку.
17 січня 2024 року перейшов до «Олександрії», з якою підписав 2,5-річний контракт. За даними інтернет-порталу Transfermarkt сума відступних склала 100 000 євро. 26 лютого того ж року у домашньому матчі проти донецького «Шахтаря» (0:3) дебютував в еліті українського футболу. 